# كارلوس هرنانديز (رباع)
كارلوس هرنانديز هو رباع كوبي، ولد في 3 يونيو 1983.